# Box na Letních olympijských hrách 1968
Box na Letních olympijských hrách 1968 v Mexiku.

## Medailisté

### Muži
| Kategorie                    | Zlato                                                | Stříbro                                         | Bronz                                           | Bronz                                           |
| ---------------------------- | ---------------------------------------------------- | ----------------------------------------------- | ----------------------------------------------- | ----------------------------------------------- |
| Lehká muší váha (– 48 kg)    | Francisco Rodríguez · Venezuela (VEN)                | Jee Yong-Ju · Jižní Korea (KOR)                 | Hubert Skrzypczak · Polsko (POL)                | Harlan Marbley · Spojené státy americké (USA)   |
| Muší váha (– 51 kg)          | Ricardo Delgado · Mexiko (MEX)                       | Artur Olech · Polsko (POL)                      | Servílio de Oliveira · Brazílie (BRA)           | Leo Rwabdogo · Uganda (UGA)                     |
| Bantamová váha (– 54 kg)     | Valerian Sokolov · Sovětský svaz (URS)               | Eridadi Mukwanga · Uganda (UGA)                 | Eiji Morioka · Japonsko (JPN)                   | Chang Kyou-Chul · Jižní Korea (KOR)             |
| Pérová váha (– 57 kg)        | Antonio Roldán · Mexiko (MEX)                        | Alberto Robinson · Spojené státy americké (USA) | Philip Waruinge · Keňa (KEN)                    | Ivan Mihailov · Bulharsko (BUL)                 |
| Lehká váha (– 60 kg)         | Ronnie Harris · Spojené státy americké (USA)         | Józef Grudzień · Polsko (POL)                   | Zvonimir Vujin · Jugoslávie (YUG)               | Calistrat Cuţov · Rumunsko (ROU)                |
| Velterová váha (– 63.5 kg)   | Jerzy Kulej · Polsko (POL)                           | Enrique Regüeiferos · Kuba (CUB)                | Arto Nilsson · Finsko (FIN)                     | James Wallington · Spojené státy americké (USA) |
| Lehká střední váha (– 67 kg) | Manfred Wolke · Německá demokratická republika (GDR) | Joseph Bessala · Kamerun (CMR)                  | Mario Guilloti · Argentina (ARG)                | Vladimir Musalimov · Sovětský svaz (URS)        |
| Lehkotěžká (– 71 kg)         | Boris Lagutin · Sovětský svaz (URS)                  | Rolando Garbey · Kuba (CUB)                     | John Lee Baldwin · Spojené státy americké (USA) | Günther Meier · Západní Německo (FRG)           |
| Střední váha (– 75 kg)       | Chris Finnegan · Velká Británie (GBR)                | Alexej Kiseljov · Sovětský svaz (URS)           | Agustín Zaragoza · Mexiko (MEX)                 | Al Jones · Spojené státy americké (USA)         |
| Polotěžká váha (– 81 kg)     | Danas Pozniakas · Sovětský svaz (URS)                | Ion Monea · Rumunsko (ROU)                      | Georgi Stankov · Bulharsko (BUL)                | Stanisław Dragan · Polsko (POL)                 |
| Těžká váha (+ 81 kg)         | George Foreman · Spojené státy americké (USA)        | Jonas Čepulis · Sovětský svaz (URS)             | Giorgio Bambini · Itálie (ITA)                  | Joaquín Rocha · Mexiko (MEX)                    |

## Přehled medailí podle zemí
| Pořadí | Země                                 | Zlato | Stříbro | Bronz | Celkově |
| ------ | ------------------------------------ | ----- | ------- | ----- | ------- |
| 1      | Sovětský svaz (URS)                  | 3     | 2       | 1     | 6       |
| 2      | Spojené státy americké (USA)         | 2     | 1       | 4     | 7       |
| 3      | Mexiko (MEX)                         | 2     | 0       | 2     | 4       |
| 4      | Polsko (POL)                         | 1     | 2       | 2     | 5       |
| 5      | Německá demokratická republika (GDR) | 1     | 0       | 0     | 1       |
| 5      | Velká Británie (GBR)                 | 1     | 0       | 0     | 1       |
| 5      | Venezuela (VEN)                      | 1     | 0       | 0     | 1       |
| 8      | Kuba (CUB)                           | 0     | 2       | 0     | 2       |
| 9      | Jižní Korea (KOR)                    | 0     | 1       | 1     | 2       |
| 9      | Rumunsko (ROU)                       | 0     | 1       | 1     | 2       |
| 9      | Uganda (UGA)                         | 0     | 1       | 1     | 2       |
| 12     | Kamerun (CMR)                        | 0     | 1       | 0     | 1       |
| 13     | Bulharsko (BUL)                      | 0     | 0       | 2     | 2       |
| 14     | Argentina (ARG)                      | 0     | 0       | 1     | 1       |
| 14     | Brazílie (BRA)                       | 0     | 0       | 1     | 1       |
| 14     | Finsko (FIN)                         | 0     | 0       | 1     | 1       |
| 14     | Itálie (ITA)                         | 0     | 0       | 1     | 1       |
| 14     | Japonsko (JPN)                       | 0     | 0       | 1     | 1       |
| 14     | Keňa (KEN)                           | 0     | 0       | 1     | 1       |
| 14     | Západní Německo (FRG)                | 0     | 0       | 1     | 1       |
| 14     | Jugoslávie (YUG)                     | 0     | 0       | 1     | 1       |